# Нечуйвітер Володимир Іванович
Володимир Іванович Нечуйвітер (нар. 31 січня 1932, Златопіль) — український скульптор; член Спілки художників України. Заслужений художник України з 1997 року.

## Біографія
Народився 31 січня 1932 року в місті Златополі (тепер у складі міста Новомиргорода, Кіровоградська область, Україна). 1958 року закінчив Київський художній інститут де навчався у Михайла Лисенка.
Жив у Житомирі, в будинку на вулиці Театральній № 25, квартира 4.

## Творчість
Працював в галузі станкової та монументальної скульптури. Серед робіт:
станкова скульптура
- «Нескорена» (1958, оргскло);
- «Монтажник» (1960, гіпс тонований);
- «Студент» (1961);
- «На панщині» (1964, гіпс тонований);
- «Поліснянка» (1971, рельєф, гіпс тонований);

монументальна скульптура

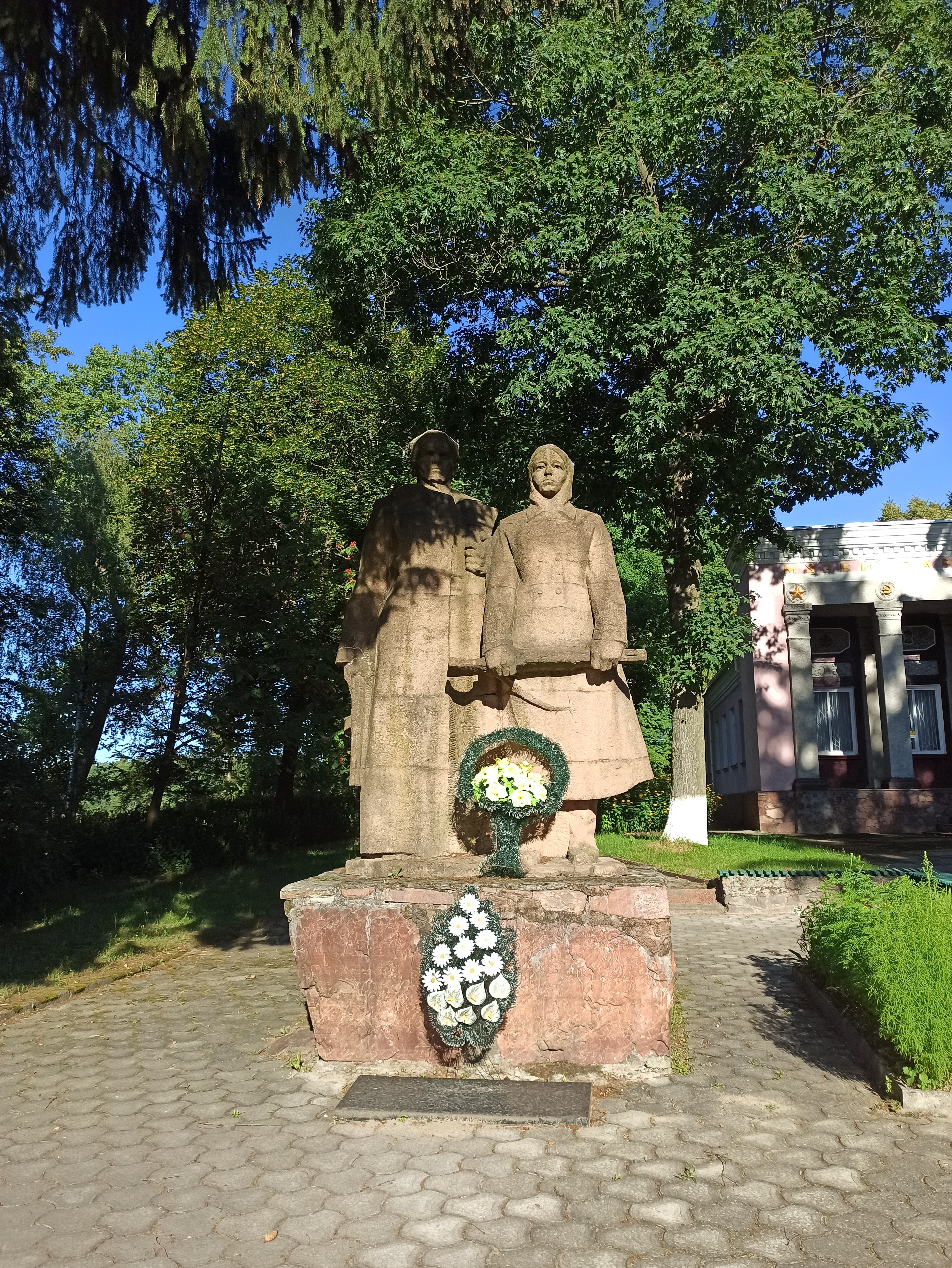
пам'ятник партизанам Полісся

- пам'ятник героям-зенітникам у Житомирі (1968, граніт, залізобетон);
- пам'ятник партизанам Полісся (1970, Словечне)[2];
- меморіальна дошка на Будинку-музеї Сергія Корольова у Житомирі (1971, граніт)
- пам'ятник на місці розстрілу мирних жителів біля хутора Довжик (1983)[1];
- меморіальна дошка на будинку, в якому у 1908—1909 роках жив Олександр Купрін (Жимомир, вулиця Хлібна, 17)[1];
- пам'ятник Олександру Пархоменку в Путивлі (1987, демонтований)[3];
- пам’ятник Тарасові Шевченку в селі Кодні (1990)[1].

Брав участь у республіканських та всесоюзних виставках з 1958 року.